# 西蒙·杰弗里斯
西蒙·杰弗里斯（英語：Simon Jefferies，1955年7月11日—），英国男子赛艇运动员。他曾代表英国参加世界赛艇锦标赛，获得一枚金牌。他也曾参加1988年夏季奥林匹克运动会。